# Arrondissement del Var
Le sottoprefetture del dipartimento francese del Var, nella regione PACA.
I tre arrondissement attuali hanno come capoluogo:  Tolone, Brignoles, Draguignan.
- Arrondissement di Brignoles
- Arrondissement di Draguignan
- Arrondissement di Tolone

## Storia
- 1790: creazione del dipartimento con 9 distretti: Barjols, Brignoles, Draguignan, Fréjus, Grasse, Hyères, Saint-Maximin, Saint-Paul de Vence, Tolone
- 1793: il capoluogo del dipartimento passa da Tolone a Grasse
- 1795: il capoluogo del dipartimento passa da Grasse a Brignoles
- 1797: il capoluogo del dipartimento passa da Brignoles a Draguignan
- 1800: creazione degli arrondissement: Brignoles, Grasse, Draguignan, Tolone
- 1860: unione dell'arrondissement di Grasse alle Alpi Marittime
- 1926: soppressione dell'arrondissement di Brignoles
- 1974: il capoluogo del dipartimento passa da Draguignan a Tolone
- 1974: restaurazione dell'arrondissement di Brignoles

Grasse e Saint-Paul sono parte delle Alpi Marittime dal 1860.